# Epiphragma (Epiphragma) schmiederi
Epiphragma (Epiphragma) schmiederi is een tweevleugelige uit de familie steltmuggen (Limoniidae). De soort komt voor in het Oriëntaals gebied.